# 原田禎夫
原田 禎夫（はらだ さだお、1944年1月4日 - ）は、日本のチェロ奏者。東京都新宿区出身。東京クヮルテット創設メンバー。兄は版画家の原田維夫。イェール大学音楽学部教授、トロッシンゲン国立音楽大学教授を経て、上野学園大学音楽学部教授。

## 経歴
1944年生まれ。NHK交響楽団のチェリストを父に持ち、小さなころに、はたきと箒でチェロを弾く父の真似をしていた。
その後、父より手ほどきを受けた後、11歳から齋藤秀雄に師事。1966年、桐朋学園大学卒業。第33回日本音楽コンクールチェロ部門優勝、毎日芸術賞を室内楽部門で受賞。東京交響楽団の最年少首席チェリストを務めた後、渡米しアスペン室内オーケストラとナッシュヴィル交響楽団の首席奏者を務めた。
その後、全額給費奨学生としてジュリアード音楽院に入学し、クラウス・アダム、ロバート・マン、ラファエル・ヒリヤーに師事し室内楽の研鑽を積んだ。1969年に、東京クヮルテットを結成。1970年にミュンヘン国際音楽コンクールで優勝を飾り世界に名を馳せ、その後30年に渡り活躍し、世界的な弦楽四重奏団を築きあげた。
1999年に30年間在籍した東京クヮルテットを離れ、ソリストとしては準・メルクルの指揮でNHK交響楽団、小澤征爾の指揮で新日本フィルハーモニー交響楽団などと共演。
室内楽では、アルバン・ベルク弦楽四重奏団、ジュリアード弦楽四重奏団、上海クァルテット、ジェシー・ノーマン、ピンカス・ズッカーマン、アイザック・スターン等と共演した。2001年より、水戸室内管弦楽団のメンバーを務める。その他、サイトウ・キネン・オーケストラに定期的に出演。2004年にイ・ムジチ合奏団のコンサートマスターであるフェデリコ・アゴスティーニや、アカデミカ四重奏団のジェイムズ･クライツ、川崎洋介とアミーチ・クワルテットを結成。
アミーチ・クヮルテットとして、世界中で室内楽講習会を続ける傍ら、後進の育成にも大きな情熱を注ぎ、小澤国際室内楽アカデミー奥志賀、スイス国際室内楽アカデミー、タングルウッド音楽祭室内楽マスタークラス、北京室内楽講習会等、数々の講習会や音楽祭で若い音楽家達を指導している。
2012年の東京・春・音楽祭より3年間の計画で6回の演奏会を自ら企画し、行うことを発表した。「年齢的なこともあるし、いつまで弾けるかわからない。自分の歩んできた歴史もあるけれど、今回東京・春・音楽祭から演奏の機会をいただいて、チャレンジしてみようということです。今まで演奏してきたものや、これはちょっとやってみたいなというものを混ぜながらプログラムを考えました」と、話している。